# Эсперанса (антарктическая станция)
Эспера́нса (исп. Base Esperanza — «База надежды») — аргентинская научно-исследовательская станция, расположенная на крайнем севере Антарктического полуострова. Сотрудники станции работают в областях{\displaystyle :} гляциологии, океанографии, экологии береговой линии, биологии, геологии и лимнологии.

## История

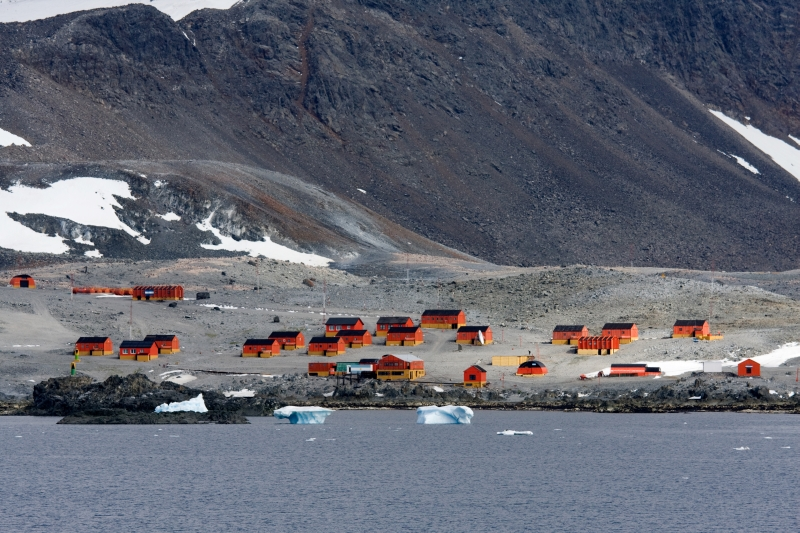
Эсперанса (февраль 2008 года)

База была построена в 1975 году. Она состояла из 55 домов (сейчас база состоит из 43 домов) и включала 10 семей и 2 школьных учителей. В 1978 году была основана местная школа № 38 Julio A. Roca, а в 1997 году получила независимый статус. С 1979 года вещает радиорубка LRA 36 Radio Nacional Arcángel San Gabriel.
Электроэнергетика вырабатывается на местной станции, где имеется 4 генератора.
Станция Эсперанса была местом рождения в 1978 году Эмилио Маркоса Пальмы — первого человека, родившегося в Антарктиде.

## Климат
Климат — умеренный морской. Средняя температура −5,5 °C, летом +0,2 °C, зимой −10,8 °C. Начиная с 1948 года наблюдается тенденция изменения температуры{\displaystyle :} круглый год на +0,0315 °C, летом на +0,0300 °C, зимой на +0,0413 °C. 6 февраля 2020 года на станции Эсперанса был зафиксирован новый исторический рекорд температуры (с 1961 года) — +18,3 °C.
| Показатель | Янв. | Фев. | Март | Апр.  | Май   | Июнь  | Июль  | Авг.  | Сен.  | Окт.  | Нояб. | Дек. | Год  |
| --- | ---- | ---- | ---- | ----- | ----- | ----- | ----- | ----- | ----- | ----- | ----- | ---- | ---- |
| Средний суточный максимум, °C | 3,1  | 2,9  | 2,2  | 0,6   | −2,5  | −3,9  | −0,6  | −3,9  | 0,0   | 0,5   | 1,7   | 3,6  | 3,0  |
| Средняя температура, °C | 0,8  | −0,2 | −2,8 | −6,8  | −9    | −11   | −11,2 | −9,9  | −7,1  | −4,2  | −1,7  | 0,4  | −5,2 |
| Средний суточный минимум, °C | −2,4 | −3,6 | −7,5 | −11,8 | −15,7 | −19,6 | −18,4 | −20,8 | −12,5 | −11,9 | −7,5  | −2,6 | −7,7 |
| Норма осадков, мм | 56   | 65   | 76   | 59    | 54    | 47    | 54    | 72    | 62    | 56    | 65    | 59   | 725  |
| Температура воды, °C | 0    | 0    | 0    | −1    | −1    | −1    | −1    | −1    | −1    | −1    | −1    | 0    | −1   |
| Источник: Antarctic temperature data. www.nerc-bas.ac.uk. Дата обращения: 23 января 2020., weather2travel.com. www.weather2travel.com. Дата обращения: 23 января 2020. |      |      |      |       |       |       |       |       |       |       |       |      |      |